# 制作委员会方式
制作委员会方式（日语：製作委員会方式）是一种在动画、电影、電視節目等影像作品，或劇場藝術、音樂劇等舞台作品时，由複數企業共同出資以分散风险的方式。
由複數企業共同出資時，這些複數企業的集合體會稱為製作委員會。
這種方式相當於建築業裡的聯合承攬或同形態的合夥企業。

## 概述
一般來說，製作一部動畫或電影這種娛樂作品，會需要數千萬日圓至數億日圓的費用。若是作品大紅，就能透過販賣影像與週邊商品賺取莫大的利益，然而當票房慘淡與電視收視率慘跌，就會面臨承擔巨大債務的風險。現實中也有不少因為所製作的電影或電視劇表現不佳而遭遇經營危機，必須走向破產或與其它公司合併的企業。
在 1980 年後因為多出了衛星電視、影碟出租店、有線電視、網際網路這些多樣化的播放手段，發生內容不足以提供給各個媒介的狀況，當一部作品大紅，隨之高漲的電視播放權、影碟化權與網路播放權的費用，導致各家同業者競爭，電視台、網路串流公司與影碟公司會難以購買該部作品。
為了避開與分散這些風險，製作委員會方式因應而生。

## 經歷

### 用語起源
「製作委員會」起先是電影業界的用語，在 1980 年代時就已經能在電影業界中看到「製作委員會」這名詞的使用，當時的語意是出資給該部電影的各家贊助商企業的團體。
在動畫電影業界裡則能在 1991 年的電影《亞爾斯蘭戰記》和《魔法陣都市》的電影小冊上看到「○○製作委員會」的團體名稱，這時的「製作委員會」指的同樣是出資電影的贊助商企業。
之後這種稱呼開始廣泛由動畫作品的贊助商團體所使用，並會在電視動畫節目的開頭影片裡與公司一同介紹。因此現今電影之外的電視動畫裡也經常出現「製作委員會」的名號。

### 電視動畫出資方式的變遷
雖然 1995 年以前的電視動畫沒有掛上「製作委員」的名號，在這之前的電視動畫便已經存在著同樣形式的贊助商團體。
1995 年《新世纪福音战士》電視動畫版大紅，促進日本經濟界對動畫產業的投資與出資。而新世紀福音戰士的贊助商國王唱片之前也曾以名為「BS project」的「企畫」團體出資電視動畫《碧奇魂》。
在 1997 年之前，即使是有超過 5 家甚至到 10 家以上出資的動畫作品，在播出裡的名單仍只會有裡核心的 1 至 3 家公司，以「製作」公司的名號介紹（從播放當時販賣動畫週邊商品的公司數量，以及核心局播放時的贊助商數量，能很明顯地看出出資的「製作」公司是比實際公佈的數量還多的）。
1995 年新世紀福音戰士的企畫團體「Project EVA」也經常被網路上的評論誤認為是製作委員會的名稱，但「Project EVA」並不是製作公司而是「企畫」團體，電視動畫版新世紀福音戰士名義上的製作公司，是東京電視台與日本AD SYSTEMS這兩家公司。
雖然「Project EVA」的真身就是國王唱片，但因為當時國王唱片的製作人大月俊倫並沒有向大眾媒體公佈自己從企畫初期階段就參與的事，才採取了這種類似暱名的形式。
直到人們對於「製作委員會」這個用語有所認識後，在新世紀福音戰士與無責任艦長之前亦有的，複數家贊助商企業提供給動畫產業的出資形態，就統稱為「製作委員會方式」了。
在動畫業界裡，大部份的動畫作品都有著複數出資企業，僅有極少數的動畫是由單一企業出資所製作，基本上動畫中的「製作委員會」指的就是該部動畫的出資者。
近年來動畫以外的電視節目也開始使用「製作委員會」的名稱，例如深夜特攝節目的《牙狼〈GARO〉》、綜藝節目的《週刊AKB》《內村大人～ZU》《香蕉炎》、民間放送核心局的東京電視台週五深夜的《電視劇24》、週一晚間10點的連續劇都採用了製作委員會方式。

### 「製作委員會」在電視動畫上的普及
1997 年時，三菱商事參與了動畫《靈異獵人》的「企畫」而在當時的動畫評論中蔚為話題。
但這時使用的名稱並不是「製作委員會」。上述的三菱商事的身份是「企畫」，1997 年的另一部動畫《貓狐警探》裡丸紅則是掛在「協力」的名稱上。這些商社的參與是為了處理跨國的權利經濟。
到了 1999 年後，動畫國際公司參與的深夜動畫作品的製作名單上，才廣泛出現了「製作委員會」的名稱。
例如動畫國際公司負責動畫的《麻煩巧克力》，朝日電視台和Animate Film、愛貝克思集團便掛名為「《麻煩巧克力》製作委員會」的一員。1999 年由 AIC 負責原作的動畫《A.D.POLICE》的「製作」是「《A.D.POLICE》製作委員會」。另外這部 1999 年的《A.D.POLICE》的動畫並不是由 AIC 負責，而是另一間叫做「PLUM」的公司。
1997 年日本電視台的《劍風傳奇烙印勇士》深夜動畫化也在當時引起話題（因為在這之前日本電視台對於深夜動畫的態度是比較消極的），但在該動畫的片頭、片尾名單裡並沒有大型商社的名字，也沒有「製作委員會」的名稱，

## 出資手法
具体的说，首先由多个公司出资，在分散了资金风险的同时，如果有收益出现的话，也会基于出资的比率进行分配。对赞助企业来说，每一个作品所需要的资金减少，于是相应的可以参与较多的作品，也比较容易筹措制作的费用。
近年来，日本国内电影成功实现了再繁荣，这也是拜制作委员会方式所賜，让制作电视节目的企业能够更加容易进行电影制作。同样，近年来电视动画的数目的增加，也有很大成分归功于这种方式的引入。
这种方式所制作的电视节目基本上没有核心局参与制作，而采用制作委员会向电视台购买放映时段的方式。如果核心局参与了制作，则会在表示制作单位的时候同时写上制作委员会和电视台的名字。

## 民法上的問題與對策
製作委員會在日本法律上屬於《民法》的合夥協會（*，相當於合夥企業去除法人格），會員的出資者擔負無限責任。因此缺點是有機構投資者與金融關係者等不易參加，不易擴大出資對象。此外，作品著作權分散於各出資者，推展各種媒體事業時的權利處理更為繁雜。
後來亦有利用「特殊目的公司」（SPC）或「有限責任合夥」（LLP）方式，成立製作作品的公司。出資者承擔有限責任，資金流向透明化，使得機構投資者與金融關係者易於出資，出資者比過去更為多樣及容易擴大製作予算。而作品著作權整合在SPC或LLP身上，對於將來誕生的新媒體事業能夠迅速應對。代表例子如《怪傑佐羅力》的「佐羅力娛樂」。

## 版權標示
动画和电影一样，在画面中或者影音、周邊產品上，一般來說會用“©原作者／出版社（如果原作是小说或漫画）／核心局／委员会”並授予海外版英文版權表記，有时作为一种作品典故，制作委员会的命名有时并不遵循标准的命名格式（“某作品制作委员会”），而是配合作品的世界觀，以相关的组织來命名，例如《銀河鐵道物語》的「銀河鐵道管理局」、《K-ON！輕音部》的「櫻高輕音部」、《歡迎來到駒田蒸餾所》的「KOMA復興協會」、《敗北女角太多了！》的「敗女應援委員會」等等。此外亦存在較特殊的狀況，綜列如下：
- 製作委員會與版權標記不同：
  - 《人類衰退之後》 — 
  - 《交響情人夢》 —

- 同一系列動畫表面上有各自的製作委員會，實為同一製作委員會、海外版權標記相同：
  - 《旋風管家！》 —  → Hayate Project

- 因海外英文名稱而與日版英文版權標記不同：
  - 《百變小櫻》 — C.CSakura the Movie "Enchanted Cards" Committee（日、台）；Cardcaptor Sakura "The Sealed Card" Movie Committee（美、法）
  - 《神的記事本》 — "KAMISAMA NO MEMOCHO" COMMITTEE（日、台）；"Heaven's Memo Pad"（美、澳）
- 海外與日版英文版權標記不同：
  - 《學園默示錄》 — H.O.T.D. PROJECT（日、台、澳、德、法、英）；H.O.T.D. PRODUCTION COMMITTEE（美、西）

- 製作委員會成員對該作品英文名稱有所不同。例如《你的名字。》，東寶、CoMix Wave Films直接用英文副標「your name.」當片名，但voque ting（RADWIMPS所屬事務所）採「Your Name」，造成海外不是跟著前者、就是後者的情形；為達一致，英文版權表記海內外有別：[6]
  - ©2016 "your name." Film Partners（日本，周邊商品縮寫「©2016 YNFP」）
  - ©2016 TOHO CO., LTD./CoMix Wave Films Inc./KADOKAWA CORPORATION/East Japan Marketing & Communications, Inc./AMUSE INC./voque ting co., ltd./Lawson HMV Entertainment, Inc.（海外，製作委員會「"Kimi no nawa" Film Partners」）

雖然日方授權時會提供海外英文版權表記，但也有例外：
1. 因海外版權表記認知而造成跟日版有別。如《最強學生會長》日方、海外代理商均英文版權表記「©2012 NISIOISIN, Akira Akatsuki/SHUEISHA, MEDAKA BOX Committee」（日本周邊商品縮寫「©N.A/S.M」），唯獨Crunchyroll用「©2012 Nishio Isin, Akatsuki Akira/Shueisha, Hakoniwa Institute Student Council」。
2. 海外英文名稱變更請見上述。

由於動畫周邊商品不乏些小東西，在極有限空間下因應出羅馬拼音版權縮寫的方式，與提供海外版本最多只有英語習慣差別，所以可以參考。例如是《神的記事本》一款周边吊饰（神様のメモ帳 お守り アリス -事件解決-）的版权标示为「©HS/AMW/KMC」，跟曼迪傳播代理版《神的記事本》「"KAMISAMA NO MEMOCHO" COMMITTEE」對照之下吻合；也就是採日版英文版權表記，不是美版「"Heaven's Memo Pad"」。
值得注意的是，畢竟羅馬拼音版權縮寫於日本國內簡便使用，還是有無法對應海外英文表記的情形。例如《旋風管家！》，http://www.broccoli.co.jp/news/1009/17_goods_omamori_hayate.html （页面存档备份，存于）為跟上一季有別而用「©K. Hata/S, H2, TX」，不像海外「Hayate Project＋2009」；又，第2作縮寫 （页面存档备份，存于）是「©K.H.S/HP, TX」，製作委員會「HAYATE PROJECT」與先前海外表記雷同，但實際組成有變，因此海外改為「HAYATE PROJECT Partners＋2012」避免混淆。

## 弊端
随着制作委员会方式的盛行，动画制作业界也对这种方式出现的问题抱有怨言。
由于制作委员会是按照参与投资比例来划分项目收益，而日本动画公司一般没有足够大的资本参与项目投资或只能作为项目的动画制作承包商间接参与，只能通过动画光碟销售来获得收益，无法通过项目的其他制作产品获得项目收益。在项目投资金额提升，项目投资者对动画制作的品質要求不断提高的同时，动画制作投入并没变化，而且网路播放的盛行也导致光碟销售收入下降，动画制作公司反而无法享受制作委员会的好处，并且工作负荷与收入不成正比而导致制作行业人员流失。
2016年12月24日，山本宽和冈田斗司夫在一次活动对话中提及到，虽然中国大陆的资本市场开始以制作委员会成员方式投资到日本动画制作中，但由于投资金额过大，令整个制作项目几乎变成中资完全控股。为了避免失去主动权，日本的作品持有方及其他投资方通过设置投资上限来保证控制权，从而多出的投资以增加制作项目的方式表现，而动画制作的投入并没有变化，导致即使有大量资金投入到制作项目中，但其中的动画制作品質依然没有变化，甚至更为恶化。

## 注脚
1. ↑  例如國王唱片製作《POP TEAM EPIC》、TWIN ENGINE製作的《刻刻》《魔偶馬戲團》。
2. ↑  後續節目《AKB子兎道場》也採用了製作委員會方式。